# Daniela Rondinelli
Pour les articles homonymes, voir Rondinelli.
Daniela Rondinelli, née le 19 août 1967 à Rome, est une femme politique italienne.
Membre du Mouvement 5 étoiles, elle siège au Parlement européen depuis 2019. 